# Akwaeke Emezi
Pour les articles homonymes, voir Emezi.
Œuvres principales
- Eau douce

Akwaeke Emezi, est une personnalité nigériane née en 1987 à Umuahia au Nigeria, désormais installée aux États-Unis. Emezi performe notamment dans l'écriture et la musique. Se vivant comme étant plusieurs, Emezi se définit comme « Nigerian, black, trans et non-binary » et utilise le pronom they singulier en anglais. 
La légende nigériane des ogbanje - des esprits dans la culture igbo - l'inspire pour Eau douce, livre primé et nommé à plusieurs reprises. Cette légende l'aide à comprendre ses expériences de dédoublement de personnalité qui commencent à 16 ans lors de son départ aux États-Unis et conduisent Emezi à une tentative de suicide. Emezi explique que la recherche de statut social, un marqueur de la culture igbo, l'a poussé à devenir riche et célèbre. Emezi anime des blogs et des comptes sur les réseaux sociaux qui lui confèrent une certaine notoriété.  
Ayant effectué une transition de genre à l'âge de 28 ans, Emezi raconte ses interventions chirurgicales dans un long article pour CUT.

## Biographie

### Enfance et formation
Akawaeke Emezi naît en 1987 à Umuahia au Nigeria et y grandit. Sa mère est une tamoule malaisienne et son père nigérian est un fils de fermiers igbo,. Emezi est deuxième enfant d'une fratrie de trois enfants. Sa famille est catholique et certaines de ses grandes-tantes sont des religieuses carmélites. Le frère de sa grand-mère est le premier évêque de couleur de Malaisie. Akawaeke veut dire « l’œuf de python » en référence à une divinité igbo. Enfant, Akwaeke Emezi lit de nombreux auteurs africains mais aussi beaucoup de littérature de jeunesse britannique, dont J. K. Rowling, Enid Blyton ou encore C. S. Lewis.  
À 16 ans, Akwaeke Emezi part aux États-Unis. Dès son arrivée, Emezi vit sa première expérience de dédoublement de personnalité. Puis un autre personnage prend le dessus et Emezi décrit sa vie à distance comme un témoin. Après avoir abandonné l'école vétérinaire, Emezi s'inscrit à l'Université de New York, décrochant un MPA  et la bourse d'écriture Miles Morland 2015.

### Blogs et controverse sur les réseaux sociaux
Emezi s'inspire de la notoriété de sa sœur Yagazie sur les réseaux sociaux et tient un blog sexuel anonyme et un autre sur les cheveux naturels qui sont suivis. Une controverse oppose sur les réseaux sociaux Emezi à Chimamanda Ngozi Adichie à propos d'un essai dans lequel elle donne ses opinions sur les femmes trans,.

## Œuvres
Dans son premier roman Eau douce (Freshwater), Akwaeke Emezi s'intéresse aux ogbanje, les esprits nés dans un corps humain dans la culture igbo, qui, dans la tradition s'effacent à la naissance. Or, dans le roman, les esprits sont restés dans le corps et la tête d'Ada. On la suit de son enfance au Nigeria jusqu'à son arrivée aux États-Unis dans une université où un évènement traumatisant va la changer à travers les multiples voix qui peuplent son esprit,. 
En 2019, Freshwater fait partie des nommés pour le Baileys Women's Prize for Fiction et c'est la première fois qu'un ouvrage écrit par une personnalité non-binaire est sélectionné en 25 ans d'existence du prix.
Dans Pet, un roman young adult (2021), le lecteur suit Jam, une jeune fille trans noire dans la ville imaginaire de Lucille.
Dans La mort de Vivek Oji Emezi raconte l'histoire de Vivek Oji, dont le corps est retrouvé devant sa maison le lendemain d'une émeute sur un marché. Le roman remonte dans l'histoire de Vivek Oji, son habitude de porter des robes et son attirance envers Osita, son cousin. Selon Catherine Faye ce livre « invite à une exploration de l’intime, de l’identité et du genre » comme un écho au parcours de Emezi. En 2023, Akwaeke Emezi signe un contrat d'adaptation du roman en film avec l'United Talent Agency  (UTA).
Helon Habila, journaliste de The Guardian décrit la biographie d'Emezi Dear Senthuran : a black spirit memoir comme une série de combats avec son entourage, sous forme de chapitres, courts et percutants comme des tweets. Emezi « choisit de lutter contre la marginalisation en transformant sa position marginale en sujet principal [...] notamment en devenant riche et célèbre. ».

## Vie privée
Akwaeke Emezi se décrit comme « Nigerian, black, trans et non-binary » et raconte que la légende nigériane des ogbanje - des esprits nés dans un corps humain - l'a aidé à comprendre ce qui l'a poussé au suicide. Une tentative à laquelle Emezi survit. Emezi dit aussi « si tu es igbo, tout est affaire de statut social. ». C'est pourquoi Akwaeke Emezi déclare « le but est de devenir aussi grand et aussi brillant que possible ».
Ayant transitionné à l'âge de 28 ans, Akwaeke Emezi raconte son hystérectomie et sa double salpingectomie dans un long article pour CUT en 2018.
Emezi vit aux États-Unis à New York, dans le quartier de Brooklyn.

## Distinctions

### Récompenses
- 2017 : Commonwealth Short Story Prize (en) d'Afrique pour Who is like God ?[17]
- 2019 : prix Otherwise[18] et prix Nommo pour Eau douce (Freshwater)[19]

### Nominations
- 2019 : finaliste du National Book Award pour Eau douce (Freshwater)[20]
- 2019 : finaliste du Baileys Women's Prize for Fiction pour Eau douce (Freshwater)[21]
- 2019 : finaliste du Hemingway Foundation/PEN Award (en) pour Eau douce (Freshwater)[22]
- 2019 : citée dans la Women's Prize long list pour Eau douce (Freshwater)[23]

## Œuvres

### Romans
- Eau douce, Gallimard, coll. « Du monde entier », 2020 ((en) Freshwater, Grove Press, 2018), trad. Marguerite Capelle, 256 p.  (ISBN 978-2-07-283601-5)
- (en) Pet, Faber & Faber, 2019, 230 p.  (ISBN 978-0571355112)
- (en) La Mort de Vivek Oji, Riverhead Books, 2020, 248 p.  (ISBN 978-0525541608)
- (en) You made a fool of death with your beauty, Faber & Faber, 2022, 312 p.  (ISBN 978-0571372676)
- (en) Bitter, Alfred A. Knopf, 2022, 264 p.  (ISBN 978-0593309032)
- (en) Somadina, Alfred A. Knopf, 2025  (ISBN 978-0593309070)

### Poèmes
- (en) Content warning : everything, Bloomsbury Poetry, 2023  (ISBN 978-1526658678)

### Non fiction
- (en) Dear Senthuran : a black spirit memoir (biographie, lettres), London, Faber & Faber, 2022, 232 p. (ISBN 9780571366163)